# I’ve Got You Under My Skin
I’ve Got You Under My Skin ist ein Song von Cole Porter, den er 1936 für die Sängerin Virginia Bruce im Rahmen seiner Kompositionen für den Film Zum Tanzen geboren mit James Stewart und Eleanor Powell in den Hauptrollen schrieb. Der Song erhielt 1937 eine Oscar-Nominierung in der Kategorie Bester Song. Bruce veröffentlichte im selben Jahr auch die erste kommerzielle Schallplatte des Liedes, arrangiert von Roger Edens auf dem Label Brunswick Records.
Innerhalb weniger Monate gelangte der Song gleich in den Fassungen mehrerer Interpreten (unter anderem von Frances Langford, Jimmy Dorsey und Al Bowlly/Ray Noble) auf die vorderen Plätze der Charts und wurde zum landesweit bekannten Standard, der von vielen bedeutenden Vokalisten ebenso wie von zahlreichen Tanzorchestern dargeboten wird. Zum Klassiker des Great American Songbook wurde das Stück vor allem durch Frank Sinatra.

## Der Song bei Frank Sinatra
Frank Sinatra, der das Lied bereits seit 1944 in seinem Repertoire führte, spielte am 12. Januar 1956 für sein Album Songs for Swingin’ Lovers (Capitol Records) im Studio auch I’ve Got You Under My Skin ein. Das weltbekannt gewordene Arrangement besorgte Sinatras langjähriger Hausarrangeur Nelson Riddle, der auch das Orchester bei der Aufnahme leitete. Riddle hatte die Orchestrierung erst in der Nacht zuvor fertiggestellt, und sein Kopist Vern Yocum arbeitete noch auf der Fahrt ins Studio an der Vervielfältigung.
Teil des Arrangements ist ein markantes Posaunensolo, gespielt von Milt Bernhart. Die von Riddle zur Improvisation skizzierte Harmoniefolge, auf der Bernhart seinen Part aufbaute, entstammte der Komposition 23 Degrees North, 23 Degrees West von Stan Kenton aus dem Jahre 1952. Nach der Veröffentlichung von Songs For Swingin Lovers im März 1956 wurde das Lied zu einem der bekanntesten Songs Sinatras, auch aufgrund der Tatsache, dass Sinatra ihn von nun an, bis in sein letztes Bühnenjahr 1994 hinein, ohne Unterbrechung in seinem Konzertrepertoire führte und ihn auf diese Weise über 2000 Mal darbot.
Daneben existieren acht weitere Studio-Remakes, nämlich aus den Jahren 1957 und 1958 (jeweils ABC), 1963 (Reprise, aufgenommen am 30. April 1963), 1965 und 1973 (jeweils CBS), 1976 und 1977 (jeweils wiederum ABC) sowie schließlich 1993 (wiederum Capitol), letzteres ein (elektronisch hergestelltes) Duett mit Bono, dem Frontman der Gruppe U2. Für alle diese Einspielungen blieb Sinatra bei Riddles Arrangement. 1998 wurde die Capitol-Aufnahme von 1956 in die Grammy Hall Of Fame aufgenommen.

## Andere Interpreten
Weitere Interpretationen existieren von unzähligen Künstlern aller Sparten, vornehmlich aber aus dem Bereich des Jazz und Great American Songbook. Neben den oben erwähnten Erstinterpreten von 1936/37 gehören dazu im englischsprachigen Bereich unter anderem:
- Josephine Baker
- Steve Barton
- Shirley Bassey
- Tony Bennett
- Michael Bublé
- Neneh Cherry (auf dem Cole-Porter-Tribute-Album Red Hot + Blue)
- Rosemary Clooney
- Bing Crosby
- James Darren (als Vic Fontaine in Star Trek: Deep Space Nine)
- Sammy Davis jr.
- Ella Fitzgerald
- Julio Iglesias (in mehreren Sprachen)
- Diana Krall
- Julie London
- Anita O’Day
- Oscar Peterson
- George Shearing
- Keely Smith im Duett mit Louis Prima
- Mel Tormé
- Sarah Vaughan
- Caterina Valente (in mehreren Sprachen)
- Dionne Warwick
- Dinah Washington

Porters Lied wurde in zahlreiche Sprachen übersetzt. Aus den Reihen deutscher Künstler gibt es unter anderem Fassungen von 
- Harald Juhnke
- Hildegard Knef
- Paul Kuhn